# Радомишльська вулиця (Київ)
Радо́мишльська ву́лиця — вулиця в Оболонському районі міста Києва, місцевість Пріорка. Пролягає від Автозаводської вулиці до Новозабарської вулиці.

## Історія
Вулиця виникла в XIX столітті під назвою Старозабарський провулок. 1944 року отримала назву Єрків провулок. Сучасна назва — з 1955 року. У 1970–80-х роках була значно скорочена (раніше простягалася від Вишгородської вулиці до Малоконоплянської вулиці) у зв'язку зі знесенням старої забудови.
З 1869 року до 1-ї чверті XX століття Радомишльська вулиця та однойменний провулок були також поблизу теперішніх вулиць Коперника і Ростиславської.